# Zadačnica
Zadačnica je potok, ki izvira v vzhodno pod naseljem Golo pri Igu. Kot izvorni desni pritok se izliva v potok Draščica. Nadaljnja vodna pot: Iščica - Ljubljanica.